# المعهد الوطني للإحصاء والدراسات الاقتصادية
المعهد الوطني للإحصاء والدراسات الاقتصادية (INSEE) (بالفرنسية: Institut National de la Statistique et des Études Économiques)‏ هو معهد وطني فرنسي يقوم بالدراسات والإحصاء الاقتصادي. يهدف المعهد لجمع المعلومات المتعلقة بالمجتمع والاقتصاد الفرنسي وذلك عن طريق إصدار إحصاءات دورية في هذا المجال. يقع مقر المعهد في باريس، وهو فرع ليوروستات. أنشئ المركز عام 1946 خلفًا لدائرة الإحصاءات الوطنية (SNS) والتي أنشئت خلال الحرب العالمية الثانية.

هو معهد مسؤول بإنتاج وتحليل ونشر الإحصاءات الرسمية في فرنسا، مثل الحسابات القومية الشهرية والثلاثية والسنوية وغيرها، وتعداد السكان التقديري كل سنة والرسمي كل عدة سنوات، أو كذلك نسبة البطالة وغيرها من النسب والمعلومات التي تفيد في المجالات الاقتصادية والمالية وكذلك التعليمية.

تنطوي هذه المؤسسة تحت إشراف وزارة الاقتصاد والمالية الفرنسية.
منذ مارس 2012، يدير هذه المؤسسة جان لوك تافارنييه.

## المهام
من المهام الرئيسية لهذا المعهد:
- تنظيم عملية إحصاء السكان ونشر مختلف الأرقام والنسب المتعلقة بالشعب الفرنسي وفئاته.
- الإشراف على البحوث العادية أو المخصصة ذات المصلحة العامة في المؤسسات والهيئات والأسر.
- إنتاج أهم المؤشرات الإقتصادية التي تهم فرنسا (الناتج المحلي الإجمالي، نسبة البطالة، معدل العمالة، نسبة الفقر...).
- إنتاج عدة مؤشرات أقل شهرة ولكن أكثر إستعمالا في المجالات الاقتصادية مثل مؤشر الأسعار، ومؤشر أسعار المستهلك، ونسبة التضخم وغيرها من عشرات المؤشرات الأخرى ذات الانتشار الخاص.
- التحكم في سجلات أسماء المنتفعين في بعض إعانات وأوامر الدولة.
- رمز الجغرافيا الرسمي الذي يحدد المناطق الجغرافيا والتقسيمات الإدارية وتعداد البلديات والمدن والمناطق والجهات وغيرها في داخل فرنسا وكذلك بقية دول العالم.
- رمز إنسي.
- نسبة النشاط الرئيسي للشركات والمؤسسات.
- تعداد وتقسيم المهن والفئات الاجتماعية والمهنية.

## المديرين
- 1946-1961: فرانسي لوي كلوزون.
- 1961-1967: كلود غروزون.
- 1967-1974: جان ريبار.
- 1974-1987: إدمون مالانفو.
- 1987-1992: جان كلود ميلرون.
- 1992-2003: بول شامبسور.
- 2003-2007: جان ميشال شاربان.
- 2007-2012: جان فيليب كوتي.
- 2012-الآن: جان لوك تافارنييه.